# Montbrun-Lauragais
Montbrun-Lauragais település Franciaországban, Haute-Garonne megyében. Lakosainak száma 711 fő (2022. január 1.). Montbrun-Lauragais Deyme, Corronsac, Donneville, Espanès, Issus, Montgiscard és Pouze községekkel határos.

## Népesség
A település népességének változása:
| Lakosok száma | 190  | 253  | 360  | 541  | 576  | 583  | 611  | 654  | 679  | 711  |
|               | 1968 | 1982 | 1990 | 2006 | 2013 | 2015 | 2017 | 2019 | 2020 | 2022 |